# Behuria mouraei
Behuria mouraei är en tvåhjärtbladig växtart som beskrevs av Célestin Alfred Cogniaux. Behuria mouraei ingår i släktet Behuria och familjen Melastomataceae. Inga underarter finns listade i Catalogue of Life.